# Peerboom
De Peerboom was een middeleeuwse laathof in de Nederlandse plaats Voerendaal, provincie Limburg. De huidige boerderij De Peerboom dateert uit 1936.

## Geschiedenis
De oudste vermeldingen dateren uit de 14e eeuw. Peerboom was aanvankelijk een leen van Wickrade, maar werd in 1386 als leen uitgegeven door het Land van Valkenburg. De leenman was Willem van den Peerboom, telg uit de familie Kaldenborn. In 1443 vond er opnieuw een belening aan een lid uit deze familie plaats. Door het huwelijk in 1505 van Agnes van Kaldenborn genaamd Van den Peerboom met Jan van Eynatten kwam de laathof terecht bij de familie Van Eynatten.
Maximiliaan Hendrik Theobald baron van Eynatten werd in 1757 beleend met de Peerboom. Na zijn overlijden in 1782 kwam het goed aan zijn zoon Karel Theodoor, die het echter in 1809 verkocht.
Een van de laatste eigenaren was Paulus Oberje. Toen hij in 1862 overleed verkochten zijn erfgenamen de Peerboom aan de bezitters van het naastgelegen kasteel Cortenbach. Deze lieten de boerderij afbreken en voegden de gronden toe aan het eigen landgoed.
In 1936 liet het Beambtenfonds der Staatsmijnen ten noordwesten van de oude laathof een modelboerderij bouwen, genoemd De Peerboom.

## Beschrijving
De Peerboom was een laathof van waaruit goederen in Kunrade en Ubachsberg werden beheerd. Het is onbekend of er sprake was van een kasteel of anderszins versterkt huis. De archieven spreken slechts van een hof of laathof en de kadastrale kaart uit de eerste helft van de 19e eeuw toont alleen een boerderijcomplex. Als er ook een versterkt huis heeft gestaan, dan was dat mogelijk direct aan de oostzijde van de boerderij of aan de andere zijde van de Cortenbachse Beek: daar bevonden zich twee visvijvers met rechthoekige eilandjes. Een eventueel huis zou dan op een van de eilandjes kunnen hebben gestaan.
De huidige boerderij De Peerboom uit 1936 ligt aan de Hoolstraat, ten noordwesten van de voormalige laathof. Op de plek van de laathof zelf ligt anno 2023 een sportpark.